# Левтер Манчев
Левтер Методиев Манчев, по-известен като Лефтер Манче (на английски: Lefter Mantse), е виден канадски пластичен хирург, по произход от Егейска Македония.

## Биография
Роден е в костурското село Загоричани, Гърция (на гръцки Василиада). Баща му Методи Джидров лежи в гръцки затвор от 1945 до 1961 година, тримата му братя загиват в Гражданската война като партизани от ЕЛАС, а майка му, учила през 1920-те в българско екзархийско училище в Цариград, и други жени от Загоричани са разстреляни от роялисти край Маняк.
Лефтер е отгледан от майчината му сестра Яна Манчева и взима нейното име. През март 1948 година е изведен от страната в групата на децата бежанци, заминава за Унгария, където завършва основно и средно образование, както и Факултета за физическа култура от 1955 до 1959 година. От 1959 до 1965 година учи медицина.
От завършването си до 1973 година работи като асистент в Медицинския факултет в Дебреценския университет.
Емигрира в Канада и се установява в Отава, където работи. Близък е на организацията „Обединени македонци“ в Канада и поддържа възгледи за съществуването на отделна македонска нация. Близък е и с българския езиковед Благой Шклифов.